# ليمان وارد (مربي)
ليمان وارد (بالإنجليزية: Lyman Ward)‏ هو مربي أمريكي، ولد في 17 أبريل 1868، وتوفي في 17 ديسمبر 1948.